# 霍伊巴赫河 (美因河支流)
49°43′29″N 9°13′6.5″E / 49.72472°N 9.218472°E

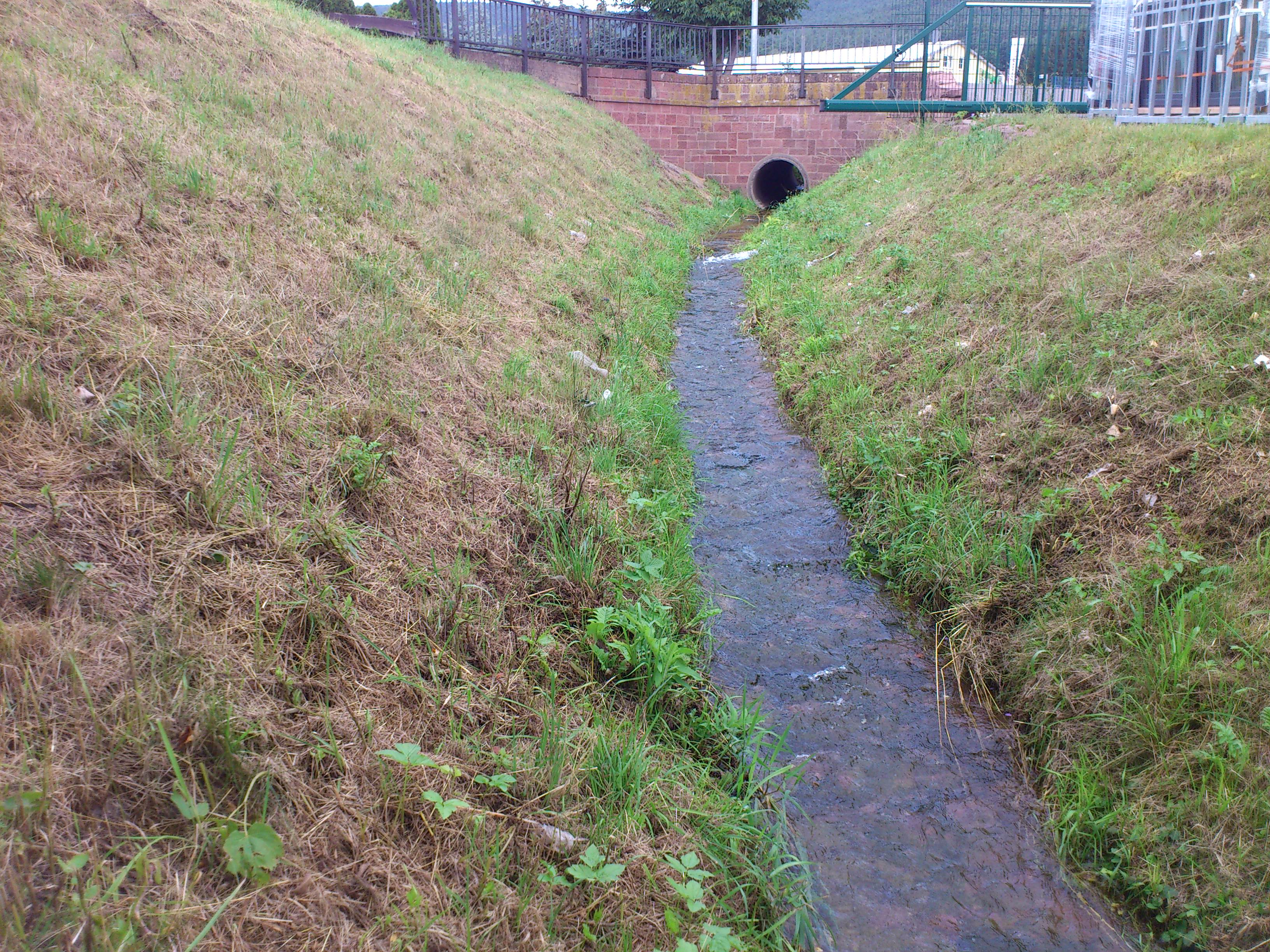

霍伊巴赫河（德語：Heubach），是德國的河流，位於該國東南部，由巴伐利亞負責管轄，屬於美因河的右支流，河道全長6.1公里，流域面積12.2平方公里。